# YES! OK!
《YES! OK!》는 중국의 동영상 사이트 플랫폼 아이치이에서 주최한 걸 그룹 결성 프로젝트 서바이벌 프로그램 《청춘유니 시즌 2》의 프로그램 주제 곡이다.
3월 18일, 디지털 싱글 유형으로 중국 음원 사이트에 곡을 발매하였다. 3월 24일, 중국 소셜 미디어 네트워크 서비스와 유튜브 등에서 공식 뮤직비디오를 공개하였다.